# Kiester (Minnesota)
Kiester – miasto w Stanach Zjednoczonych, w stanie Minnesota, w hrabstwie Faribault.